# Buerarema (ort)
Buerarema är en ort i Brasilien.   Den ligger i kommunen Buerarema och delstaten Bahia, i den östra delen av landet, 900 km öster om huvudstaden Brasília. Buerarema ligger 111 meter över havet och antalet invånare är 16 001.
Terrängen runt Buerarema är platt österut, men västerut är den kuperad. Runt Buerarema är det ganska glesbefolkat, med 28 invånare per kvadratkilometer.. Närmaste större samhälle är Itabuna, 19,4 km norr om Buerarema.
I omgivningarna runt Buerarema växer i huvudsak städsegrön lövskog.